# Vennezey
Vennezey ist eine französische Gemeinde mit 38 Einwohnern (Stand 1. Januar 2022) im Département Meurthe-et-Moselle in der Region Grand Est (vor 2016 Lothringen). Sie gehört zum Arrondissement Lunéville und zum Kanton Lunéville-2 (bis 2015 zum Kanton Gerbéviller).

## Geografie
Die Gemeinde liegt etwa 34 Kilometer südöstlich von Nancy im Südosten des Départements Meurthe-et-Moselle in einer Ebene. Nachbargemeinden sind Remenoville im Norden und Nordosten, Giriviller im Osten, Essey-la-Côte im Süden, Saint-Boingt im Südwesten sowie Rozelieures im Westen und Nordwesten. Der Bach Ruisseau du Paleboeuf durchquert die Gemeinde und bildet streckenweise die Gemeindegrenze.     

## Geschichte
Die heutige Gemeinde wird 1291 als Venerzey erstmals in einem Dokument der Abtei Saint-Léopold erwähnt. Vennezey gehörte historisch zur Vogtei (Bailliage) Lunéville und somit zum Herzogtum Lothringen, das 1766 an Frankreich fiel. Bis zur Französischen Revolution lag die Gemeinde dann im Grand-gouvernement de Lorraine-et-Barrois. Von 1793 bis 1801 war die Gemeinde dem Distrikt Lunéville zugeteilt. Vennezey war von 1793 bis 2015 Teil des Kantons Gerbéviller und liegt seit 2015 innerhalb des Kantons Lunéville-2. Seit 1801 ist Vennezey zudem dem Arrondissement Lunéville zugeordnet. Die Gemeinde lag bis 1871 im alten Département Meurt(h)e. Seither bildet sie einen Teil des Départements Meurthe-et-Moselle.

## Bevölkerungsentwicklung
| Jahr                      | 1793 | 1851 | 1962 | 1968 | 1975 | 1982 | 1990 | 1999 | 2007 | 2015 |
| Einwohner                 | 90   | 126  | 42   | 51   | 48   | 45   | 43   | 45   | 35   | 53   |
| Quelle: Cassini und INSEE |      |      |      |      |      |      |      |      |      |      |

## Verkehr
Vennezey liegt nahe bedeutender Verkehrswege. Der Verkehr auf der Bahnstrecke von Mont-sur-Meurthe nach Bruyères wurde 1980 eingestellt und ist heute teilweise ein Radweg. In der Gemeinde Mont-sur-Meurthe liegt die nächstgelegene Haltestelle an der Bahnstrecke von Paris nach Straßburg. Die N59 führt wenige Kilometer nordöstlich der Gemeinde vorbei. Die nächstgelegenen Anschlüsse sind in Moncel-lès-Lunéville und Saint-Clément. Für den regionalen Verkehr ist die D144 wichtig, die durch das Dorf führt.

## Sehenswürdigkeiten
- Dorfkirche Église de la Nativité-de-la-Vierge – Der Turm ist aus dem 15. Jahrhundert, der Rest der Kirche aus dem 18. Jahrhundert; zahlreiche sehenswerte Kultgegenstände.
- Wegkreuz an der Rue des Deux Fontaines
- Lavoir (Waschhaus) an der Rue des Deux Fontaines

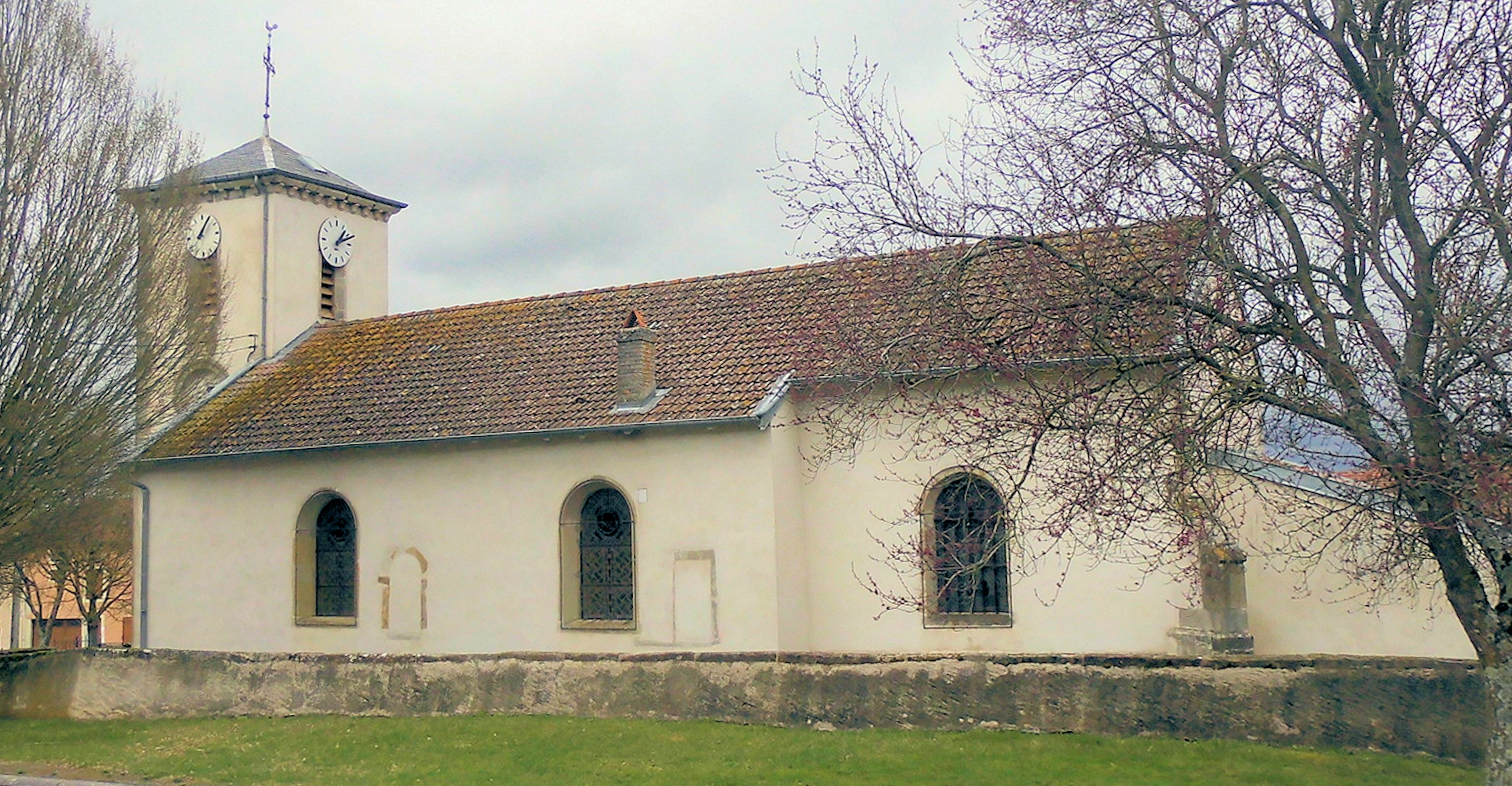
Kirche Nativité-de-la-Vierge
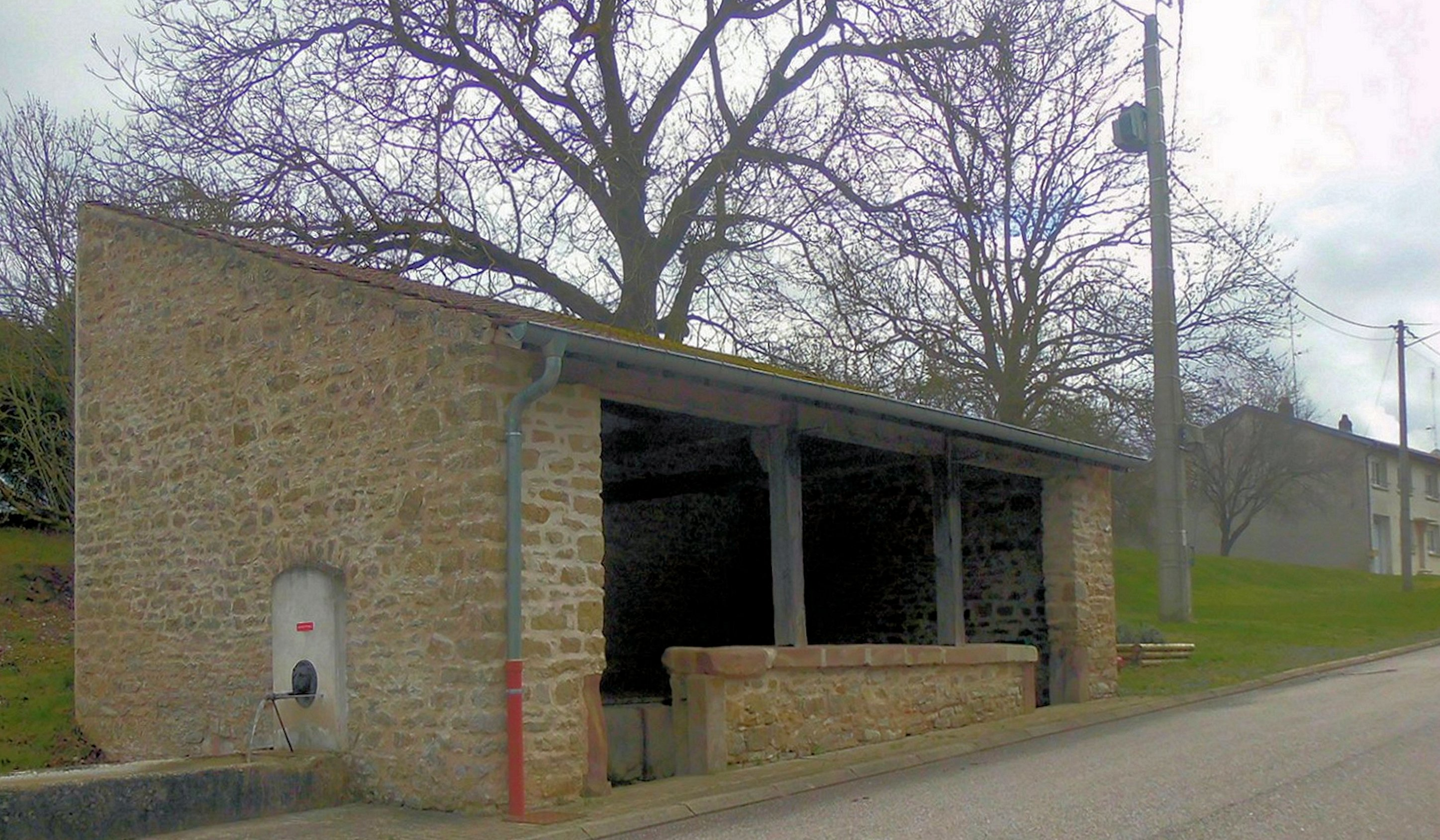
Lavoir